# Disparo en seco

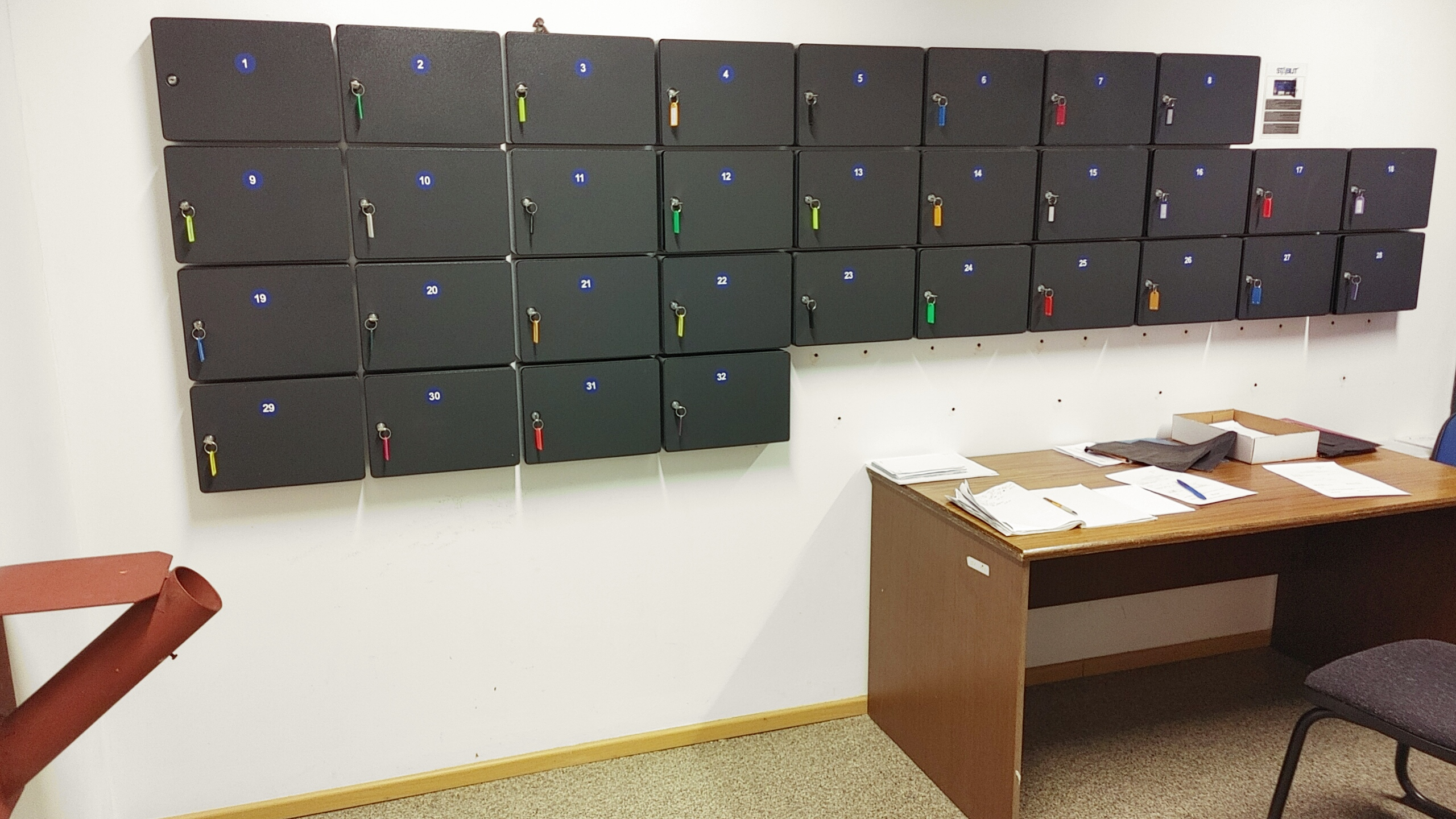
Cajas de almacenamiento de armas para visitantes civiles en un juzgado de Praga, República Checa. Antes de guardarla, el arma se apunta a la zona de limpieza de tiro (izquierda, roja), se descarga y se dispara en seco. Esta zona de limpieza está construida para contener de forma segura una bala disparada en caso de que el operador haya dejado por error una bala en la recámara. La carga del arma al salir también se realiza apuntando al atrapabalas, sin accionar el gatillo.

El disparo en seco (o tiro en seco) es el acto de activar el mecanismo de disparo (o simular de otro modo el disparo) de un arco, ballesta, arma de fuego u otra arma que descarga proyectiles mientras está descargado o sin munición real. La expresión también se utiliza para referirse a la práctica con una plataforma de entrenamiento inerte con armas de láser/infrarrojos y también puede incluir el uso de un sistema de objetivos o blancos.

## Objetivo
El disparo de armas de fuego en seco es la práctica de disparar (o simular la descarga de) un arma de fuego sin munición real, o practicar con una plataforma de entrenamiento láser/infrarroja, como una pistola de entrenamiento iMarksman o SIRT (disparo con indicador de reinicio), y también puede incluir el uso de un sistema de objetivos o blancos, como el software iDryfire o LASR.
Hay algunos beneficios del disparo en seco de las armas de fuego contemporáneas. El aprendizaje es más rápido y puede ser más seguro de esta manera, y es más fácil practicar el control del gatillo sin desarrollar un estremecimiento, que es un reflejo preventivo que algunos principiantes desarrollan debido no estar acostumbrados al peso del gatillo o anticiparse a un retroceso desconocido del arma. El tiro en seco también permite a los tiradores practicar el control del gatillo en lugares donde no podrían practicar con munición real. Durante la práctica de tiro en seco se puede entrenar el agarre, el dibujo, la alineación de la mira, el control del gatillo, las recargas y la resolución de problemas de mal funcionamiento, entre otras cosas. La técnica permite a las personas realizar una forma de entrenamiento segura y económica para mejorar sus habilidades de tiro.
En los últimos años, varias empresas han desarrollado métodos para mejorar las prácticas del tiro en seco para entrenar las habilidades. Los productos que iluminan un rayo láser, en lugar de un proyectil sólido, se han vuelto cada vez más populares. Otros ejemplos son insertos de recámara disponibles para armas de fuego de varios calibres, así como pistolas de entrenamiento específicas o conjuntos de portacerrojos AR-15 modificados. También hay una serie de sistemas de objetivos para estos asistentes de entrenamiento con disparo en seco con láser, que son cada vez más asequibles y populares. Estos productos ayudan a las personas a aprovechar más la práctica del tiro en seco, obteniendo más información sobre la ubicación y los tiempos de los disparos, haciendo que el disparo en seco sea una experiencia más agradable. Además, existen ayudas para el entrenamiento, que brindan a los tiradores una variedad de ejercicios que les ayudarán a desarrollar habilidades aplicables al fuego real.

## Inconvenientes

### En tiro con arco
En el tiro con arco, disparar en seco consiste en soltar un arco o ballesta tensada sin una flecha o perno cargado. Esto puede ser perjudicial para el arma, ya que la fuerza que de otro modo se utilizaría para impulsar el proyectil (flecha o perno) es absorbida por el arco del arma. No es aconsejable esto, ya que sin la masa del proyectil para absorber la energía elástica liberada, la energía se disipa a través de la vibración de la cuerda y las palas del arco, y puede provocar un daño estructural significativo al propio arco. Los arcos compuestos por poleas son particularmente susceptibles a sufrir daños debido a la alta tensión y a las numerosas piezas móviles.
Las ballestas, con pesos de tiro aún mayores, tienen aún más probabilidades de sufrir daños al disparar en seco.

### En armas de fuego
Los fabricantes de armas de fuego y armeros suelen expresar su preocupación por el hecho de que el disparo en seco pueda dañar determinadas piezas de las armas de fuego.
Aunque el disparo en seco no representa ningún riesgo real de daño para la mayoría de las armas de fuego centrales modernas, puede representar un riesgo para las armas de percusión anular, donde el percutor en la mayoría de los diseños impactará sobre la cara de la recámara si el arma se dispara en seco. Debido a esto, se recomiendan precauciones (como el uso de capuchones) si se va a disparar deliberadamente un arma de este tipo en seco.

## Sistemas láser

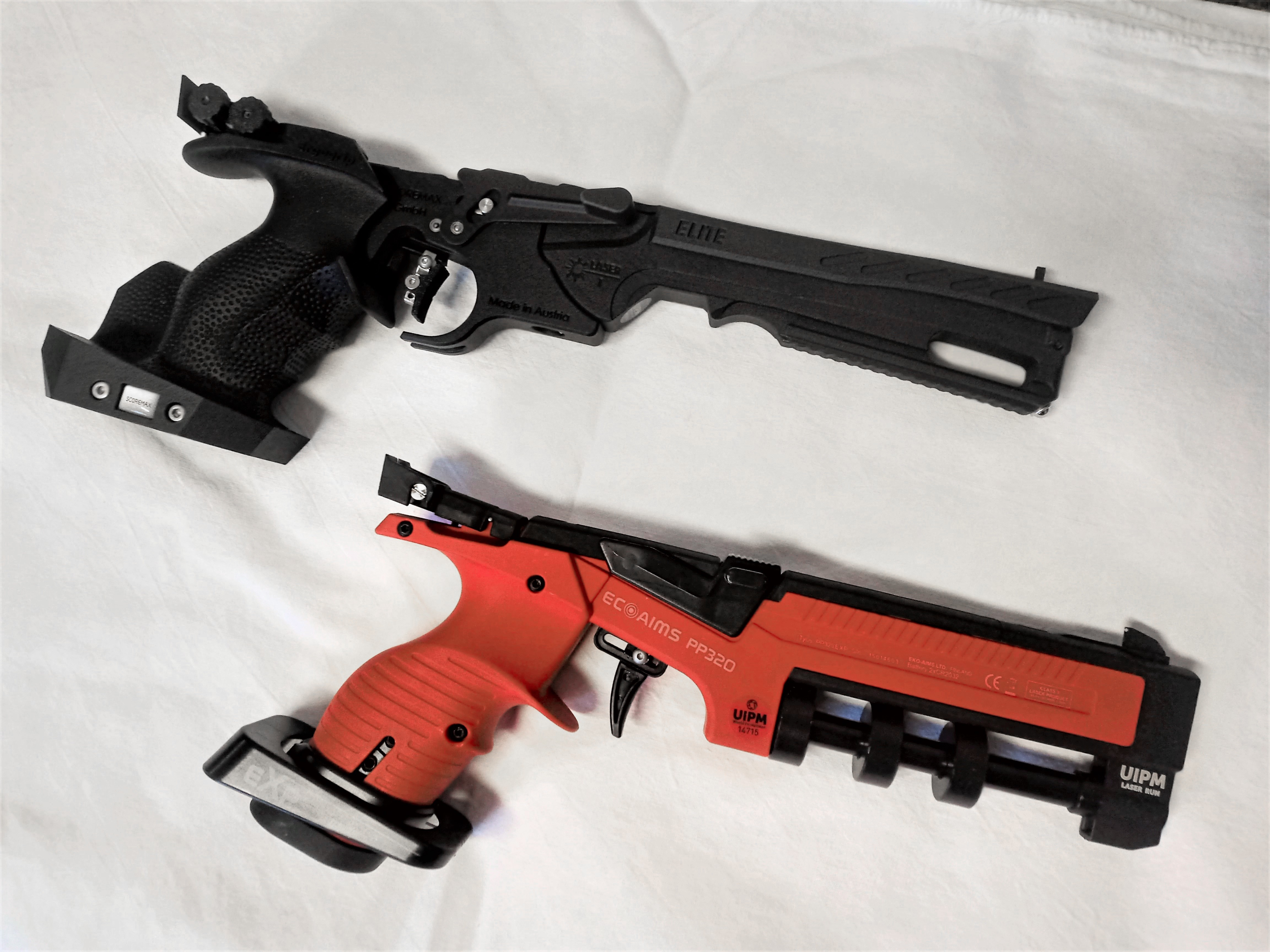
Dos pistolas láser.

Algunos cartuchos de ensayo están equipados con un rayo láser (cartucho láser), generalmente con un rayo rojo, verde o infrarrojo, para que puedan simular el punto de impacto. También existen sistemas de cámaras u otro tipo de sensores para detectar golpes y poder simular competiciones. También se encuentran disponibles armas láser especiales o kits de conversión de armas de fuego con o sin retroceso simulado. Algunos ejemplos de sistemas comerciales de entrenamiento láser son iMarksman, TTRIGGER, SIRT, iDryfire, LASR (Laser Activated Shot Reporter), MantisX, LaserLyte, Laser Ammo, LaserHIT o SCATT. Algunos ejemplos de soluciones de código abierto ShootOFF y HomeLESS.

### Colores láser

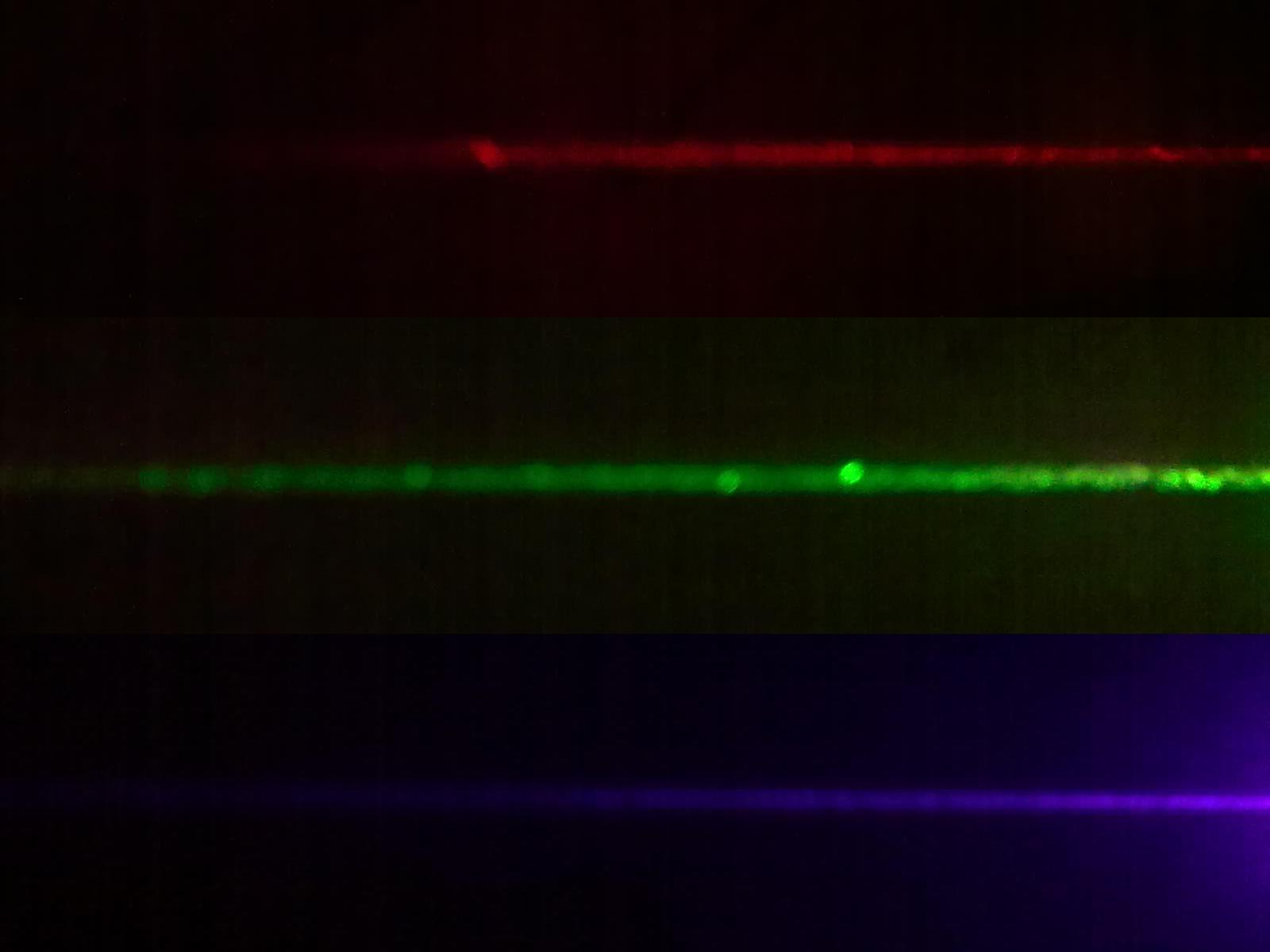
Rayos láser: Rojo (650 nm) 100 mW, verde (532 nm) 50 mW y violeta (405 nm) 150 mW.

Los sistemas láser pueden tener diferentes soluciones técnicas que no necesariamente son compatibles. La potencia del rayo láser suele ser de entre 1 y 5 mW . El color del láser suele ser verde (520 longitud de onda nm), rojo (630 a 670 nm) o infrarrojos (780 nm, invisible). La mayoría de las cámaras comunes pueden capturar láseres rojos y verdes, mientras que es posible que se necesite una cámara especial para capturar láseres infrarrojos, ya que la mayoría de las cámaras comunes tienen un filtro de infrarrojos.

### Duración del pulso

Pulso cuadrado de una señal encendida y apagada.

La duración del pulso del láser se mide en milisegundos (ms) y es importante para la detección correcta por parte de los sistemas de cámaras o objetivos. Algunos sistemas tienen longitudes de pulso ajustables por el usuario. En los cartuchos de disparo en seco puramente electromecánicos, la duración del impulso suele estar controlada mecánicamente por el percutor y suele ser de unos 100 ms, mientras que algunos otros sistemas tienen pulsos controlados digitalmente que son más cortos, por ejemplo 60 ms o 1 ms. Estos pueden ser necesarios para que la cámara o los sistemas de objetivos puedan detectar correctamente disparos individuales, y contrasten con los sistemas láser que emiten un rayo láser continuo mientras se mantiene presionado el gatillo, como el SIRT 110. También existen kits de conversión o módulos de pulso del mercado de accesorios para convertir algunos sistemas láser para que emitan un pulso distinto para usar con sistemas de destino particulares. Por ejemplo, un fabricante ofrece un módulo de posventa que se requiere para su uso con sus sistemas de destino y tiene una duración de pulso declarada de 65 ms. Otro fabricante ofrece un módulo de pulso que emite una señal de pulso de 30 ms con cada disparo y afirma que funciona con sistemas de objetivos de LASR, Laser Ammo y LaserLyte. Las pistolas láser utilizadas en el pentatlón moderno están estandarizadas desde 2014 para tener una longitud de pulso de 15,6 ms. Antes de 2014, la duración del pulso estaba estandarizada a 25,2 ms. Los sistemas láser para uso con retroceso simulado tienen un pulso muy corto (del orden de magnitud de 6 a 8 milisegundos) para garantizar que el punto de impacto no se vea demasiado afectado por el movimiento del arma de fuego. Esto puede requerir el uso de cámaras de alta velocidad (por ejemplo, 200 fps), ya que muchas cámaras web y de teléfonos comunes no tienen una velocidad de fotogramas lo suficientemente rápida.

## Etimología
Registrado en la década de 1980, el término «tiro en seco» posiblemente fue acuñado como análogo a la frase «ensayo en seco», que es un proceso de ensayo o prueba y en el caso del arma de fuego, se está «probando» la acción del gatillo y se observa la caída del martillo o percutor, sin utilizar munición real. Para la expresión «ensayo en seco» («dry run», en inglés) se ha sugerido que el adjetivo «seco» tiene su origen en las exhibiciones realizadas por los departamentos de bomberos de Estados Unidos a finales del siglo XIX, donde se realizaban simulacros (es decir, ensayos) sin el uso de agua (de ahí el adjetivo «seco»).